# Жозефина Джозеф
Жозефи́на Джо́зеф (англ. Josephine Joseph) — американская артистка цирка и киноактриса. Являлась одним из самых известных интерсекс-людей («гермафродитов», как это называлось ранее) Европы. Половина её тела была мужской, а половина — женской. При этом по сей день доподлинно неизвестно, была ли Жозефина таковой на самом деле или это было делом рук удачливого актёра-травести.

## Биография
Правая часть её тела была мужской, с короткой стрижкой и более грубыми чертами лица. Левая — с длинными волнистыми волосами, женской грудью, выбеленной кожей. Иногда стороны её тела были одеты в одежду «своего» пола. Иногда Джозеф ограничивалась лишь туникой, мужскими трусами и набедренной повязкой а-ля Тарзан с женской половины.
Настоящая известность пришла к ней в 1932 году, когда Тод Браунинг снял картину «Уродцы», где она играет саму себя. Несмотря на малое количество экранного времени, Жозефина запомнилась зрителям благодаря нескольким ярким сценам и репликам.
Дальнейшая судьба цирковой звезды практически неизвестна.